# A fleróvium izotópjai
A fleróviumnak (Fl) nincs stabil izotópja, így standard atomtömege nem adható meg.

## Táblázat
| Az izotóp jele | Z(p)                | N(n)                | Az izotóp tömege (u) | felezési idő              | magspin | jellemző izotóp- összetétel (móltört) | természetes ingadozás (móltört) |
| Az izotóp jele | gerjesztési energia | gerjesztési energia | gerjesztési energia  | felezési idő              | magspin | jellemző izotóp- összetétel (móltört) | természetes ingadozás (móltört) |
| -------------- | ------------------- | ------------------- | -------------------- | ------------------------- | ------- | ------------------------------------- | ------------------------------- |
| 285Fl          | 114                 | 171                 | 285,18370(111)#      | 5# s                      | 3/2+#   |                                       |                                 |
| 286Fl          | 114                 | 172                 | 286,18386(83)#       | 0,16(+7−3) ms             | 0+      |                                       |                                 |
| 287Fl          | 114                 | 173                 | 287,18560(83)#       | 0,51(+18−10) s            |         |                                       |                                 |
| 288Fl          | 114                 | 174                 | 288,18569(91)#       | 2,8(14) s [0,8(+27−16) s] | 0+      |                                       |                                 |
| 289Fl          | 114                 | 175                 | 289,18728(79)#       | 2,6(+12−7) s              | 5/2+#   |                                       |                                 |

## Fordítás
Ez a szócikk részben vagy egészben az Isotopes of ununquadium című angol Wikipédia-szócikk ezen változatának fordításán alapul.  Az eredeti cikk szerkesztőit annak laptörténete sorolja fel. Ez a jelzés csupán a megfogalmazás eredetét és a szerzői jogokat jelzi, nem szolgál a cikkben szereplő információk forrásmegjelöléseként.